# Christophe d'Abel
Konradin Christophe d'Abel, né le 25 février 1750 à Vaihingen (Duché de Wurtemberg), et décédé le 9 septembre 1823 à Paris, était un homme politique et un diplomate allemand.

## Biographie
Il fut ministre résident des villes libres et hanséatiques d'Allemagne près la Cour de France.
Christophe d'Abel avait épousé Marie Elisabeth Stockmayer le 3 septembre 1776. Ils eurent dix enfants : Therese (1777-1866), Friedrich (1780-1855), Luise (1781-1846), Franziska (1786-1858), Ludwig (1784-1878), Amandus (1786-1858), Christiane (1787-1854), Karl (1790-c.1823), August (1791-1866), Marie (1794-1840).
Inhumé au cimetière du Père-Lachaise (28e division), il fut exhumé sur ordre de l'Administration des cimetières en février 2001.

## Source
- Walter Grube, Der stuttgarter Landtag 1457-1957, Stuttgart, Ernst Klett Verlag, 1957, pp. 448-451 et 468-475.